# Catharina Bråkenhielm

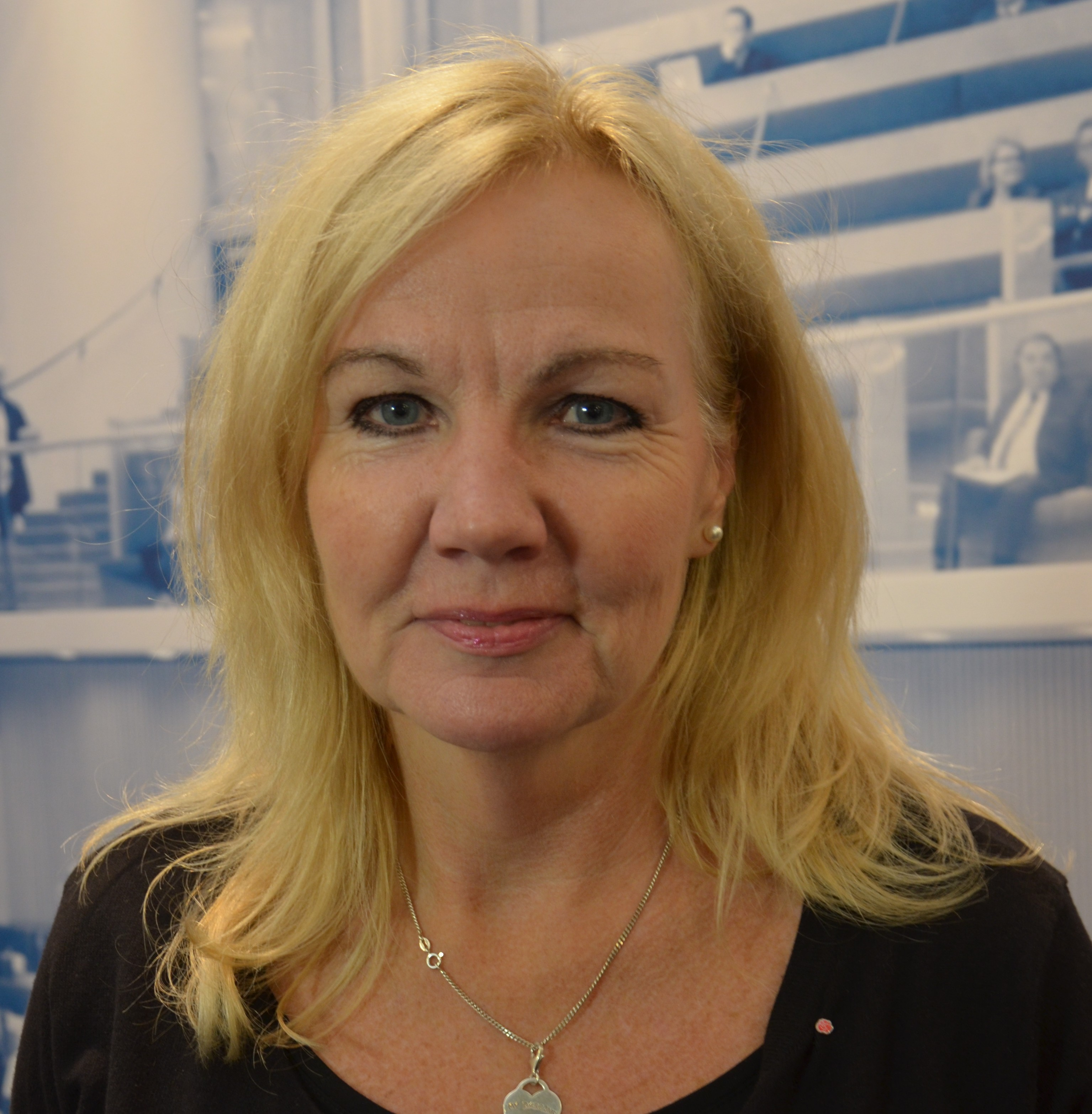
Catharina Bråkenhielm, 2012

Catharina Bråkenhielm (* 3. November 1956 in Göteborg) ist eine schwedische Politikerin (Sveriges socialdemokratiska arbetareparti).
Bråkenhielm ist ausgebildete Lehrerin. 2002 wurde sie erstmals in den Reichstag gewählt, dem sie bis 2018 angehörte. Hier war sie von 2002 bis 2006 Mitglied des Steuerausschusses und von 2007 bis 2018 Mitglied des Sozialausschusses.
Seit 1992 gehört sie zudem dem Gemeinderat (Kommunfullmäktige) der Gemeinde Orust an. Seit dem Ausscheiden aus dem Reichstag ist sie dort auch Vorsitzende der Gemeindeleitung (kommunstyrelsen) und Fraktionsvorsitzende der Sozialdemokraten.